# Stavitelské listy
Stavitelské listy (1904–1941) byl český odborný časopis první poloviny 20. století, přehledný pramen k historii a současnosti českého a moravského stavitelství a architektury tohoto období.

## Historie
Časopis byl založen a vydáván v Praze Společenstvem stavitelů pro obvod pražské obchodní a živnostenské komory s působností pro Království české. Po roce 1918 se společenstva k vydávání spojila do Ústředny odborných stavitelských svazů, mimo jiné pro posílení českého hospodářského sebevědomí. První redakce sídlila v Praze ve Spálené ulici 92, prvním redaktorem byl František Čapek a redakční radu tvořili stavitelé František Hodek Antonín Červený a Josef Veselý.. Druhým redaktorem byl Karel Grund, redakce sídlila v Bredovské ulici a redakční radu doplnili František Kavalír, Jan Majer a Jan Pacl. Třetí redakce byla ve Václavské ulici 33. Dlouholetým prvorepublikovým redaktorem byl Emil Edgar.
V roce 1930 již dosavadní časopis nedostačoval, v Praze vycházely  ještě Stavitel, Stavební obzor, Stavební rádce , česko-německý Stavební týdeník (Bauwochenblatt) a Věstník stavitelů a podnikatelů staveb.

## Obsah
Hlavním posláním časopisu bylo přinášet přehledné a praktické zprávy pro výkon stavitelských povolání: informace o chystaných zakázkách, chystaných zákonech a jiných právních normách, výsledky právních řízení, informace o novinkách v technologiích, informace o vycházející odborné literatuře, přehled soutěží a aktuálního dění v monarchii a v sousedních zemích.
V listech vycházely i odborné články, jak o stavební technice a materiálech, tak o architektuře, recenze novostaveb, někdy i s plánovou dokumentací. 
Publikovali zde respektovaní publicisté, praktici, architekti, akademici. Měl odbornou úroveň a vynikal střízlivou objektivitou. 

## Forma
Stavitelské listy zprvu vycházely jako měsíčník, na špatném papíře a ve skromném rozsahu 10-14 stran, z nichž polovinu zabírala inzerce stavebních firem. Od počátku však byly dobře rozeznatelné střízlivou grafickou úpravou a dlouhodobě neměnným vzhledem. Členové společenstev v Praze, Plzni, Českých Budějovicích a v Hradci Králové, kteří platili členské příspěvky, dostávali časopis zdarma. Ve dvacátých letech se periodicita zvýšila na čtrnáctideník, tiskl se v knihtiskárně Jana Lernera v Praze-Podolí. Ve třicátých letech byl časopis tištěn v tiskových závodech Eduarda Grégra. Měl lepší papír a kvalitní tisk. 